# ジェーン・グドール
ジェーン・グドール（Dame Jane Morris Goodall，DBE, 1934年4月3日 - ）は、動物行動学者、国連平和大使である。チンパンジーの野生下での行動や社会性を長期にわたって観察し、人間とチンパンジーの共通点や相違点を明らかにした。また、動物や自然の保護活動にも積極的に取り組んでいる。

## 経歴
ロンドン生まれ、ボーンマスで育つ。父はビジネスマン、母は小説家。幼い頃より動物が好きで、アフリカへ行くことを夢見る少女であった。
アップランズ・プライベートスクール卒業後、オックスフォード大学で秘書業務に就く。また、アフリカへ向う資金作りのため、ドキュメンタリー制作会社にも勤務する。ケニアで農場を経営する友人宅を訪問したときに人類学の世界的権威であるルイス・リーキー博士と出会い、リーキーの下で働けるよう志願する。リーキーは霊長類学研究、特にチンパンジーの研究に興味を抱いており、グドールを秘書として採用した。
リーキーの薦めでタンザニアのゴンベのジャングルでチンパンジーの研究を始める。 リーキーとグドールは世界で初めてチンパンジーが草の茎を使いアリを捕る行動を報告し、人類固有とされてきた道具を使う能力がチンパンジーにも存在することを証明した。また、草食動物であると考えられていたチンパンジーが雑食であること、チンパンジーの性格に個体差があることを証明し、目覚しい研究成果を上げた。
しかし、正規の大学教育を受けていないグドールに対し、他の研究者からは冷ややかな目線が向けられた。リーキーは特別基金を設立し、1962年にグドールをケンブリッジ大学ダーウィン・カレッジへ進学させた。1966年にケンブリッジ大学でPh.D.を取得（専攻は動物行動学、指導教授はロバート・ハインド）。創立700年を超えるケンブリッジ大学の歴史で8人目となる学士の学位を持たないPh.D.取得者となった。
スタンフォード大学客員教授（1971年 - 1975年）、ダルエスサラーム大学名誉客員教授（1973年 - ）、タフツ大学招聘教授（1987年 - 1988年）、クリーブランド自然史博物館研究員（1990年）、南カリフォルニア大学特別招聘教授（1990年）、コーネル大学アンドルー・A・ホワイト講座教授（1996年 - 2002年）などの要職を歴任。
1977年に野生動物研究・教育・保護団体「ジェーン・グドール研究所(JGI)」を設立。
2002年にコフィー・アナン国連事務総長より国連平和大使に任命される。2003年にエリザベス2世より霊長類学研究に対し大英帝国勲章を授与され“デーム”の称号を得る。
2007年京都大学から名誉博士号を授与される。現在、執筆の傍ら、世界中を巡り、講演や教育活動を行っている。

## 私生活
グドールは二回結婚歴がある。最初の夫はオランダ人貴族で野生生物を専門とする写真家・映像作家のH.バン・ラービック男爵。1964年に結婚し一男を儲けたあと1974年に離婚した。翌1975年にTANUに所属する政治家でタンザニア国立公園公社総裁などを歴任したディレク・ノエル・マックリーン・ブライスソンと再婚した。二人は1980年、ブライスソンの病により死別した。

## 主な受賞歴
- 1963年 - フランクリン・バール賞（ナショナルジオグラフィック協会）[3]
- 1980年 - ゴールデンアーク勲章[3]
- 1987年 - アルベルト・シュバイツァー賞[3]
- 1987年 - グレゴール・メンデル・メダル
- 1990年 - 京都賞基礎科学部門
- 1995年 - ハバード・メダル賞（ナショナルジオグラフィック協会）[3]
- 1997年 - タイラー賞
- 2001年 - ガンジー・キング賞[3]
- 2002年 - トーマス・ハックスリー記念賞
- 2003年 - アストゥリアス皇太子賞 学術・技術研究部門[3]
- 2003年 - ベンジャミン・フランクリン・メダル[3]
- 2017年 - コスモス国際賞[4]
- 2020年 - 唐奨 持続可能な開発部門
- 2021年 - テンプルトン賞
- 2025年 - 大統領自由勲章

## 著書
- 『THE BOOK OF HOPE 希望の教室』 ダグ・アブラハムズ共著、岩田佳代子訳、海と月社、2023年 ISBN 9784903212739
- 『ジェーン・グドールの健やかな食卓』 ゲリー・マカボイ, ゲイル・ハドソン共著 柳下貢崇,田中美佳子訳　日経BP社 2011年 ISBN 978-4-8222-8475-6
- 『リッキーとアンリ みなしごチンパンジーと犬の友情物語』 、赤尾秀子訳 BL出版　2005年 ISBN 978-4776401322
- 『森と海からの贈りもの 二人の「自然の使者」から子どもたちへ』 ジャック・T・モイヤー共著 TBSブリタニカ　2002年 ISBN 4-484-02228-1
- 『アフリカの森の日々 — わたしの愛したチンパンジー』 松沢哲郎監訳 赤尾秀子訳　BL出版,　2002年 ISBN 978-4892385421
- 『ワシとミソサザイ』 グドール再話 アレキサンダー・ライヒシュタイン 絵, 百々佑利子訳　さ・え・ら書房　2001年 ISBN 978-4-378-03009-8
- 『森の旅人』フィリップ・バーマン共著 上野圭一訳 松沢哲郎監訳　角川書店、2000年 ISBN 978-4047913271
- 『森にうまれた愛の物語 野生のチンパンジーのなかまたち』 アラン・マークス 絵 河合雅雄訳　1998年　講談社 ISBN 978-4061892057
- 『心の窓 — チンパンジーとの30年』 高崎和美ほか訳　どうぶつ社、1994年 ISBN 978-4886222749
- 『チンパンジーの森へ — ジェーン・グドール自伝』 庄司絵里子訳　地人書館　1994年 ISBN 978-4805204627
- 『チンパンジー (大自然の動物ファミリー)』 松沢哲郎日本語版監修・訳　くもん出版　1994年 ISBN 978-4875768562
- 『追いつめられた隣人 : 類人猿たちはいま フォト・ドキュメンタリー』 ジェーン・グドール [ほか]著,マイケル・ニコルス 写真,ナショナル・ジオグラフィック・ソサエティー 編, 沢近十九一 [ほか]訳 同朋舎出版  1993年
- 『野生チンパンジーの世界』 杉山幸丸、松沢哲郎監訳、ミネルヴァ書房、1990年 ISBN 978-4623020324
- 『森の隣人 : チンパンジーと私』河合雅雄 訳 朝日新聞社  1996年 (朝日選書 ; 563) ISBN 978-4022596635
- 『罪なき殺し屋たち』 H.バン・ラービック共著 藤原英司訳 平凡社 1972年 ISBN 978-4-582-12100-1
- 『森の隣人 チンパンジーと私』 河合雅雄訳　平凡社　1973年 ISBN 978-4-582-12101-8